# Blankenheim (Bebra)
Blankenheim ist ein Ortsteil der Stadt Bebra im osthessischen Landkreis Hersfeld-Rotenburg. Der Ort liegt südwestlich der Kernstadt Bebra am Seulingswald an der Fulda. Westlich des Ortes führt die Bundesstraße 27 vorbei. Im Osten verläuft die Bahnstrecke Bebra–Göttingen.

## Geschichte

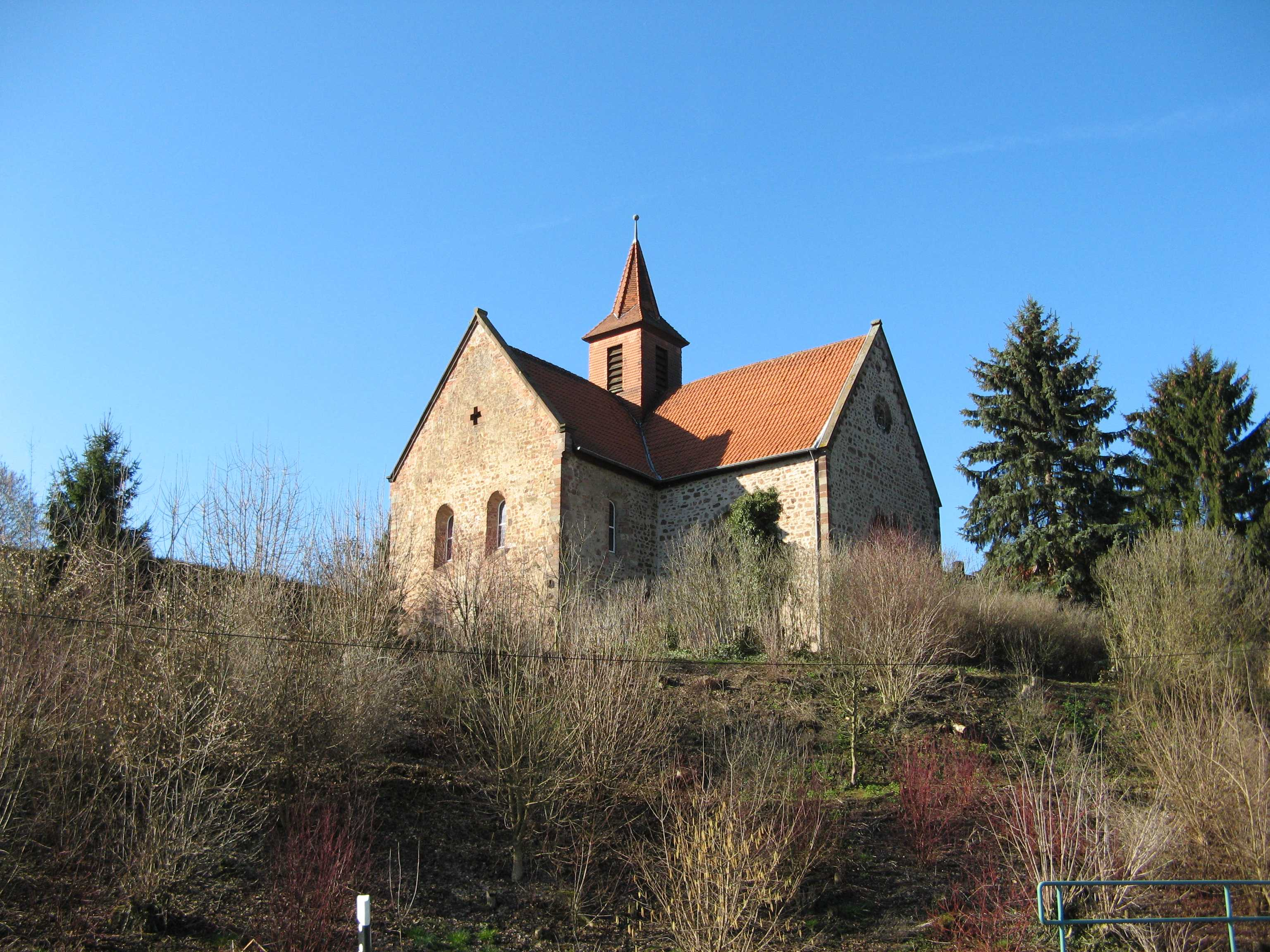
Die Kirche

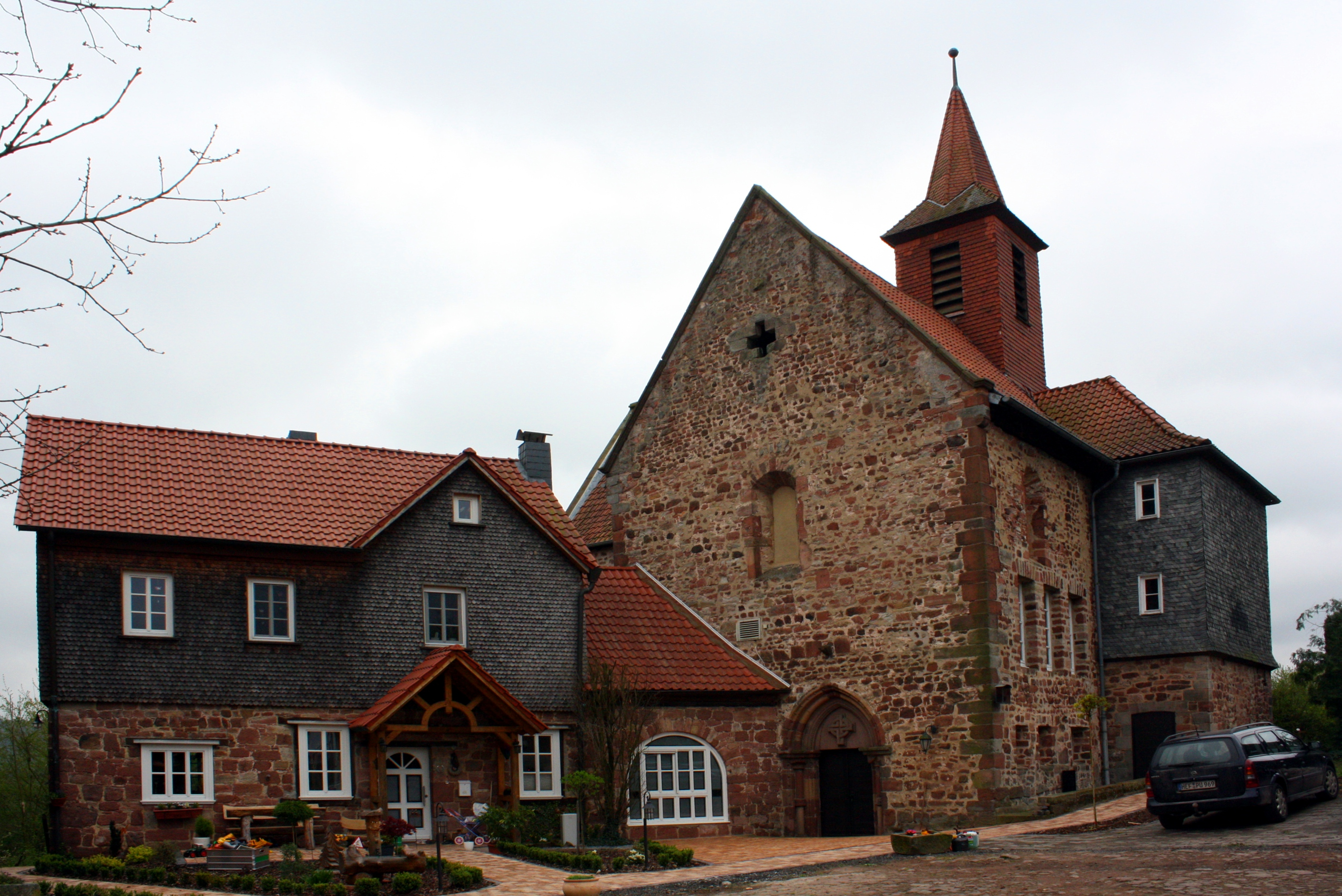
Kirche vom ehemaligen Klosterhof aus gesehen

### Ortsgeschichte
Die älteste bekannte schriftliche Erwähnung erfolgte im Jahr 1200. 1190 wurde als Tochterkloster der Abtei Hersfeld ein Augustinerinnenkloster in Aua errichtet, das bereits 1229 nach Blankenheim verlegt wurde. Die Kirche des ehemaligen Klosters Blankenheim ist teilweise erhalten geblieben.
Von 1627 und bis 1834 gehörte der Ort zur Landgrafschaft Hessen-Rotenburg.
Die evangelische Kirchengemeinde bewahrt einen spätmittelalterlichen Kelch auf, mit dem nach einer Restaurierung seit 2016 wieder das Abendmahl gefeiert wird.
Hessische Gebietsreform (1970–1977)
Im Zuge der Gebietsreform in Hessen wurde die bis dahin selbständige Gemeinde Blankenheim zum 31. Dezember 1971 zusammen mit weiteren Gemeinden auf freiwilliger Basis in die Stadt Bebra eingegliedert. Für Blankenheim und die weiteren ehemaligen Gemeinden wurde je ein Ortsbezirk gebildet.

### Verwaltungsgeschichte im Überblick
Die folgende Liste zeigt die Staaten und Verwaltungseinheiten, denen Blankenheim angehört(e):
- vor 1567: Heiliges Römisches Reich, Landgrafschaft Hessen, Niederhessen, Amt Rotenburg
- ab 1567: Heiliges Römisches Reich (bis 1806), Landgrafschaft Hessen-Kassel, Niederhessen, Amt Rotenburg
  - 1627–1834: Landgrafschaft Hessen-Rotenburg (sogenannte Rotenburger Quart), teilsouveränes Fürstentum unter reichsrechtlicher Oberhoheit der Landgrafschaft Hessen-Kassel bzw. des Kurfürstentums Hessen, Amt Rotenburg
- 1807–1813: Königreich Westphalen, Departement der Werra, Distrikt Hersfeld, Kanton Rotenburg
- ab 1815: Kurfürstentum Hessen, Niederhessen, Amt Rotenburg[9]
- ab 1821/22: Kurfürstentum Hessen, Provinz Niederhessen, Kreis Rotenburg[10][Anm. 2]
- ab 1848: Kurfürstentum Hessen, Bezirk Hersfeld
- ab 1851: Kurfürstentum Hessen, Provinz Niederhessen, Kreis Rotenburg
- ab 1867: Königreich Preußen, Provinz Hessen-Nassau, Regierungsbezirk Kassel, Kreis Rotenburg
- ab 1871: Deutsches Reich,  Königreich Preußen, Provinz Hessen-Nassau, Regierungsbezirk Kassel, Kreis Rotenburg
- ab 1918: Deutsches Reich, Freistaat Preußen, Provinz Hessen-Nassau, Regierungsbezirk Kassel, Kreis Rotenburg
- ab 1944: Deutsches Reich, Freistaat Preußen, Provinz Kurhessen, Landkreis Rotenburg
- ab 1945: Amerikanische Besatzungszone, Groß-Hessen, Regierungsbezirk Kassel, Landkreis Rotenburg
- ab 1946: Amerikanische Besatzungszone, Hessen, Regierungsbezirk Kassel, Landkreis Rotenburg
- ab 1949: Bundesrepublik Deutschland, Hessen, Regierungsbezirk Kassel, Landkreis Rotenburg
- ab 1972: Bundesrepublik Deutschland, Hessen, Regierungsbezirk Kassel, Landkreis Hersfeld-Rotenburg, Stadt Bebra[Anm. 3]

### Bevölkerung
Einwohnerstruktur 2011
Nach den Erhebungen des Zensus 2011 lebten am Stichtag dem 9. Mai 2011 in Blankenheim 390 Einwohner. Darunter waren 3 (0,7 %) Ausländer.
Nach dem Lebensalter waren 60 Einwohner unter 18 Jahren, 144 zwischen 18 und 49, 90 zwischen 50 und 64 und 96 Einwohner waren älter. Die Einwohner lebten in 165 Haushalten. Davon waren 39 Singlehaushalte, 63 Paare ohne Kinder und 45 Paare mit Kindern, sowie 15 Alleinerziehende und keine Wohngemeinschaften. In 42 Haushalten lebten ausschließlich Senioren und in 99 Haushaltungen lebten keine Senioren.
Einwohnerentwicklung
| Blankenheim: Einwohnerzahlen von 1834 bis 2018 | Blankenheim: Einwohnerzahlen von 1834 bis 2018 | Blankenheim: Einwohnerzahlen von 1834 bis 2018 | Blankenheim: Einwohnerzahlen von 1834 bis 2018 | Blankenheim: Einwohnerzahlen von 1834 bis 2018 |
| --- | ---------------------------------------------- | ---------------------------------------------- | ---------------------------------------------- | ---------------------------------------------- |
| Jahr |                                                |                                                |                                                | Einwohner                                      |
| 1834 | 1834                                           |                                                | 313                                            | 313                                            |
| 1840 | 1840                                           |                                                | 319                                            | 319                                            |
| 1846 | 1846                                           |                                                | 342                                            | 342                                            |
| 1852 | 1852                                           |                                                | 337                                            | 337                                            |
| 1858 | 1858                                           |                                                | 338                                            | 338                                            |
| 1864 | 1864                                           |                                                | 328                                            | 328                                            |
| 1871 | 1871                                           |                                                | 290                                            | 290                                            |
| 1875 | 1875                                           |                                                | 296                                            | 296                                            |
| 1885 | 1885                                           |                                                | 311                                            | 311                                            |
| 1895 | 1895                                           |                                                | 300                                            | 300                                            |
| 1905 | 1905                                           |                                                | 307                                            | 307                                            |
| 1910 | 1910                                           |                                                | 353                                            | 353                                            |
| 1925 | 1925                                           |                                                | 400                                            | 400                                            |
| 1939 | 1939                                           |                                                | 387                                            | 387                                            |
| 1946 | 1946                                           |                                                | 575                                            | 575                                            |
| 1950 | 1950                                           |                                                | 579                                            | 579                                            |
| 1956 | 1956                                           |                                                | 545                                            | 545                                            |
| 1961 | 1961                                           |                                                | 512                                            | 512                                            |
| 1967 | 1967                                           |                                                | 518                                            | 518                                            |
| 1970 | 1970                                           |                                                | 494                                            | 494                                            |
| 1980 | 1980                                           |                                                | ?                                              | ?                                              |
| 1990 | 1990                                           |                                                | ?                                              | ?                                              |
| 2000 | 2000                                           |                                                | ?                                              | ?                                              |
| 2011 | 2011                                           |                                                | 390                                            | 390                                            |
| 2018 | 2018                                           |                                                | 395                                            | 395                                            |
| Datenquelle: Historisches Gemeindeverzeichnis für Hessen: Die Bevölkerung der Gemeinden 1834 bis 1967. Wiesbaden: Hessisches Statistisches Landesamt, 1968. Weitere Quellen: LAGIS; Stadt Bebra; Zensus 2011 |                                                |                                                |                                                |                                                |

Historische Religionszugehörigkeit
| • 1885: | 286 evangelische (= 99,65 %), ein katholischer (=0,25 %) Einwohner |
| • 1961: | 480 evangelische (= 93,75 %), 32 katholische (= 6,25 %) Einwohner  |

## Politik
Für Blankenheim besteht ein Ortsbezirk (Gebiete der ehemaligen Gemeinde Blankenheim) mit Ortsbeirat und Ortsvorsteher nach der Hessischen Gemeindeordnung.
Der Ortsbeirat besteht aus sieben Mitgliedern. Bei den Kommunalwahlen in Hessen 2021 betrug die Wahlbeteiligung zum Ortsbeirat 61,72 %. Alle Kandidaten gehörten der „Bürgerliste Blankenheim“ an. Der Ortsbeirat wählte Reinhold Sippel zum Ortsvorsteher.